# 220
220 (CCXX) je bilo prestopno leto, ki se je po julijanskem koledarju začelo na soboto.

## Dogodki
- Goti vdrejo v Malo Azijo in na Balkan.
- Na Kitajskem se konča dinastija Hanov in se začne Obdobje treh držav